# Norvégok
Norvégoknak nevezzük Norvégia őslakosait. A norvégok skandináv etnikai csoport, és a normannok egyenes ági leszármazottai. Legközelebbi rokonságban a feröeriekkel, izlandiakkal, svédekkel és dánokkal állnak. 

## Genetikai rokonságuk
Genetikai kutatások jelentős hasonlóságokat mutattak ki a norvégok és számos közép-európai csoport, például a németek között, (lásd még: , ), mely a germán őshaza elméleteire vezethető vissza. A norvégok globális genetikai hovatartozásáról lásd:  és .

## Fordítás
Ez a szócikk részben vagy egészben  a   Norwegian people című angol Wikipédia-szócikk ezen változatának fordításán alapul.  Az eredeti cikk szerkesztőit annak laptörténete sorolja fel. Ez a jelzés csupán a megfogalmazás eredetét és a szerzői jogokat jelzi, nem szolgál a cikkben szereplő információk forrásmegjelöléseként.